# Martin Štěpánek
Martin Štěpánek (La Habana, Cuba; 13 de diciembre de 1979) es un entrenador de tenis y exjugador profesional de la República Checa.

## Biografía
Nació en La Habana, siendo hijo de una pareja de maestros checoslovacos. También vivió en México durante la década de 1980.
No tiene parentesco alguno con su compatriota Radek Štěpánek.

## Trayectoria

### Carrera como jugador
Alcanzó su mejor ranking individual el 25 de agosto de 2003, al posicionarse 248.°; en tanto en dobles, su mejor marca es el 102.°, alcanzado el 26 de septiembre de 2005.
En 2003 ganó el Challenger de Saransk, su único título de la categroría.
Ganó ocho títulos Challenger de dobles, cinco de ellos en 2005, año en el que alcanzó su récord personal en el ranking ATP de 102.° del mundo.
Una lesión de hombro terminó con su carrera al final de la temporada 2005 y pasó a ser entrenador.

### Carrera como entrenador
Radicado en Praga, Štěpánek es conocido por entrenar al jugador croata Ivan Dodig. Durante su tiempo juntos, Dodig alcanzó el puesto 29.° del mundo en individuales y el 4.° en dobles.
También entrenó a Lukáš Dlouhý, con quien ganó dos títulos de Grand Slam en la modalidad de dobles y trabajó con Frederico Gil cuando era entrenador en la Break Point Academy en Halle, Alemania.
Desde 2018 fue entrenador de Tomáš Berdych hasta su retirada en 2019.
Comenzó a entrenar a Borna Ćorić a finales de 2019 hasta 2022.
Actualmente entrena a Sebastian Korda (junto a Radek Štěpánek) y Patrik Rikl.

## Títulos ATP Challenger (9; 1+8)

###### Individuales (1)
| N.° | Año  | Torneo  | Superficie    | Oponente en la final | Resultado |
| --- | ---- | ------- | ------------- | -------------------- | --------- |
| 1.  | 2003 | Saransk | Tierra batida | Michal Mertiňák      | 6-1, 6-1  |

###### Dobles (8)
| N.° | Año  | Torneo       | Superficie    | Pareja           | Oponentes en la final                | Resultado       |
| --- | ---- | ------------ | ------------- | ---------------- | ------------------------------------ | --------------- |
| 1.  | 2003 | Saransk      | Tierra batida | Kornél Bardóczky | Łukasz Kubot Orest Tereshchuk        | 7-63, 6-3       |
| 2.  | 2003 | Praga        | Moqueta       | Igor Zelenay     | Karsten Braasch Jean-Claude Scherrer | 6-4, 4-6, 6-4   |
| 3.  | 2004 | Manerbio     | Tierra batida | Petr Luxa        | Johan Landsberg Rogier Wassen        | 6-4, 6-2        |
| 4.  | 2005 | Wrocław      | Dura          | Lukáš Dlouhý     | Jason Marshall Huntley Montgomery    | 6-2, 5-7, 6-4   |
| 5.  | 2005 | Lübeck       | Moqueta       | Pavel Šnobel     | Philipp Petzschner Lars Uebel        | 7-65, 5-7, 7-5  |
| 6.  | 2005 | Ostrava      | Tierra batida | Pavel Šnobel     | Tomáš Cibulec Mariusz Fyrstenberg    | 7-61, 2-6, 7-64 |
| 7.  | 2005 | Rímini       | Tierra batida | David Škoch      | Christopher Kas Philipp Petzschner   | 6-3, 6-71, 6-1  |
| 8.  | 2005 | Freudenstadt | Tierra batida | Pavel Šnobel     | Sebastian Fitz Simon Greul           | 6-2, 6-4        |